# Arlee
Arlee est une communauté non incorporée et une census-designated place du comté de Lake dans l'état du Montana.
Sa population était de 636 habitants en 2010.
Son nom vient de Alee, un chef indien de la confédération Salish.